# Violeta Transportes
A Violeta Transportes, conhecida pelo nome fantasia de Vitral, foi uma empresa brasileira de transporte coletivo urbano de Salvador, Bahia.
A empresa foi fundada em 1994 por João Evangelista de Souza deixando-a sob a liderança de sua filha Maria Perpetua Evangelista de Souza. A empresa fazia parte até 1998 do Grupo Evangelista da qual a Empresa de Transportes Joevanza é a empresa-mãe. No referido ano de 1998 a Vitral foi vendida para o grupo Cearense Fretcar que também é proprietário das viações Modelo de Aracaju e Fretcar de Fortaleza. Hoje possui mais de 100 veículos.
No ano de 2015 a Vitral encerrou suas atividades. O Grupo Fretcar que era proprietário da empresa continua atuando no transporte nas cidades de Aracaju e Fortaleza.

## Fonte
- SANTOS, Jaciara. De cá pra lá em Salvador. Salvador: SETEPS, 2011.